# Animal Planet
Animal Planet je američki kanal pokrenut 1. lipnja 1996. Uglavnom emitira dokumentarne filmove o životinjama. HDTV verzija kanala pokrenuta je 1. rujna 2007., za sada dostupna u Americi.
Dostupan je u preko 70 zemalja diljem svijeta. 
Postoji više verzija kanala za specifična tržišta kao što su: Kanada, Indija, Japan i mnoge druge.

## Vanjske poveznice
- Discovery Communications  Arhivirana inačica izvorne stranice od 12. kolovoza 2011. (Wayback Machine)
- Službena stranica